# Anna Caterina Antonacci

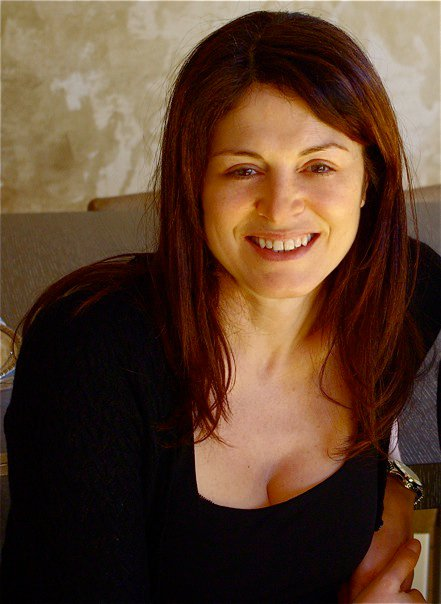
Anna Caterina Antonacci, Juli 2012

Anna Caterina Antonacci (* 5. April 1961 in Ferrara) ist eine italienische Opern- und Liedsängerin (Mezzosopran und Sopran).

## Leben
Anna Caterina Antonacci wurde am Giovanni Battista Martini Konservatorium in Bologna ausgebildet. 1987 gewann sie den Voci Verdiane-Wettbewerb, 1988 den Maria Callas Grand Prix und die Luciano Pavarotti International Voice Competition, ferner 1990 den  Premio Franco Abbiati della critica musicale italiana. Parallel dazu nahm sie bei Alain Billard Unterricht. Zunächst sang Anna Caterina Antonacci Mezzosopranrollen im italienischen Belcanto-Fach und verkörperte bei der Eröffnung der Saison 1996 an der Mailänder Scala mit großem Erfolg die Titelrolle in Glucks Armide. Einige Jahre später entschloss sie sich zur Erweiterung ihres Stimmfachs in Richtung dramatischer Sopran. 2006 feierte sie Erfolge in Carmen am Royal Opera House, um dann auch in Sopranrollen wie z. B. Elettra in Mozarts Idomeneo, Rachel in Halévys La Juive und Cassandre in Berlioz’ Les Troyens aufzutreten.
Insgesamt deckt ihr Repertoire ein breites Spektrum an Mezzosopran- und Sopranrollen vom Frühbarock bis hin zu Musik des 20. Jahrhunderts ab, wobei französische Opern einen besonderen Schwerpunkt bilden.
Wichtige Engagements in den letzten Jahren waren u. a.:
- Carmen (Carmen), Royal Opera House, London, Dezember 2013; Teatro Regio di Torino, Juni 2016.
- Cassandre (Les Troyens), Royal Opera House, London, Juli 2012; Teatro alla Scala, Mailand, April 2014; San Francisco Opera, Juni 2015.
- Charlotte (Werther), Teatro Colón, Buenos Aires, April 2015; Gran Teatre del Liceu, Barcelona, Januar 2017; Palau de les Arts Reina Sofia, Valencia, Mai 2017.
- Iphigénie (Iphigénie en Tauride), Grand Théâtre der Genève, Januar 2015; Staatsoper Hamburg, Oktober 2016[3].

Als Interpretin von Orchesterliedern trat Anna Caterina Antonacci bei den BBC Proms 2013 mit Wagners Wesendonck-Liedern auf und sang im November 2015 mit den Berliner Philharmonikern Les nuits d’été von Hector Berlioz. Als Liedsängerin mit Klavier- und Streichquartettbegleitung gestaltete sie im Mai 2017 in Frankfurt italienische und französische Lieder des 19. und 20. Jahrhunderts.
Sie war mit dem 2023 verstorbenen Wasserballspieler Luca Giustolisi verheiratet.

## Diskografie
DVD:
- Les Troyens, Cassandre/Clio – Châtelet, mit Gardiner, Kunde, Graham – Opus Arte 2004
- Don Giovanni, Donna Elvira – Wiener Staatsoper, mit Muti, Pieczonka, Kirchschlager, Schade, Alvarez, d’Arcangelo – TDK 2005
- Rodelinda, Titelrolle – Glyndebourne, mit Christie, Streit, Chiummo, Winter, Scholl – Kultur 2005
- Ermione, Titelrolle – Glyndebourne, mit Montargue, Forbe, Lopez-Yanez, Kelly – Kultur 2005
- Hans Heiling, Anna – Teatro Lirici di Cagliari, mit Palumbo, Fontana. Lippert, Werba, Wulkopf  – Dynamic 2005
- Carmen, Titelrolle – Royal Opera House, mit Pappano, Kaufmann, Zambello – Decca 2008
- Medea, Titelrolle – Teatro Regio Torino, mit Parodi, Farto, Mingardo, Filianoti – Hardy 2009
- Maria Stuarda, Elisabetta – La Scala, mit Meli, Devia – ArtHaus 2009
- Les Troyens, Cassandre – Royal Opera House London mit Pappano, Hymel, and Westbroek – Opus Arte 2013

CD:
- Album – Era la Notte – Musik von Monteverdi, Strozzi, Giramo, Sardelli – Naïve 2006
- Gesamtaufnahme – L’incoronazione di Poppea, Titelrolle – Bayerische Staatsoper, mit Bolton, Daniels, Moll – Farao 2008